# Scooby-Doo és a vámpírok iskolája
A Scooby-Doo és a vámpírok iskolája vagy Scooby-Doo a szörnyiskolában (eredeti cím: Scooby-Doo and the Ghoul School) 1988-ban bemutatott amerikai televíziós rajzfilm a Hanna-Barbera stúdiójából. A rendezője Charles A. Nichols, a producerei Bob Hathcock és Berny Wolf, az írója Glenn Leopold, a zeneszerzője Sven Libaek. A film a Hanna-Barbera Cartoons gyártásában készült, a Warner Bros. Television forgalmazásában jelent meg. Műfaját tekintve filmvígjáték.
Amerikában 1988. január 16-án mutatták be a Syndication csatornán. Magyarországon az első szinkronnal 1994-ben adta ki a ZOOM Kft. VHS-en. Ezt a változatot vetítette később a Cartoon Network is. Második szinkronnal a Boomerang adta le a 2013. szeptember 14-én. Ez volt az első filmje a Scooby-Doo franchise-nak, ami megjelent Magyarországon.

## Cselekmény
A filmben Scooby, Scrappy és Bozont testnevelői állást vállalnak egy leányiskolában. Azonban kiderül, hogy nem szokványos iskolába kerültek, hanem Mrs. Grimwood Szellemtanodájába, ahol legendás szörnyek lányai tanulnak. A hármas ezek ellenére igyekszik helyt állni a helyen tanárként.

## Szereplők
| magyarul                      | angolul            | 1. magyar változat (ZOOM Kft.) | 2. magyar változat (Boomerang) |
| ----------------------------- | ------------------ | ------------------------------ | ------------------------------ |
| Mafla Bácsi (Scooby-Doo)      | Don Messick        | Kristóf Tibor                  | Melis Gábor                    |
| Pöttöm (Scrappy-Doo)          | Don Messick        | Bolba Tamás                    | Pálmai Szabolcs                |
| Kócos / Tükör szörny (Bozont) | Casey Kasem        | Csonka András                  | Fekete Zoltán                  |
| Szibella Drakula              | Susan Blu          | Zsigmond Tamara                |                                |
| Fantom apuka                  | Hamilton Camp      | Bognár Zsolt                   |                                |
| Frankenstein                  | Zale Kessler       | Bognár Zsolt                   |                                |
| Drakula                       | Zale Kessler       | Orosz István                   |                                |
| Frászthoz kisasszony          | Glynis Johns       | Némedi Mari                    |                                |
| Revolta                       | Ruta Lee           | Koffler Gizella                |                                |
| Mumimi                        | Patty Maloney      | Somlai Edina                   |                                |
| Frankenstein Elza             | Pat Musick         | Csondor Kata                   |                                |
| Nyársatnyelt tábornok         | Ronnie Schell      | Izsóf Vilmos                   |                                |
| Vonyíta                       | Marilyn Schreffler | Bartucz Attila                 |                                |
| Pörzsi                        | Frank Welker       | Bartucz Attila                 |                                |
| Múmia apuka                   | Andre Stojka       | Kardos Gábor                   |                                |
| Fantazma                      | Russi Taylor       | Dögei Éva                      |                                |
| Boszipuszi                    | Andre Stojka       | Bor Zoltán                     |                                |
| Dagi                          | Jeff Cohen         | Minárovits Péter               |                                |
| Tomy                          | Scott Menville     | Boros Zoltán                   |                                |
| Fürge kadét                   | Remy Auberjonois   | Benedikty Marcell              |                                |
| Miguel                        | Aaron Lohr         | Szokol Péter                   |                                |